# Успенский собор (Новгород-Северский)
Успенский собор (укр. Успенський собор) — православный храм в Новгороде-Северском, расположенный на высоком холме придеснянского плато в историческом центре города. Памятник архитектуры национального значения, охранный номер 852. Является действующим храмом Украинской православной церкви (Московского патриархата).

## Описание

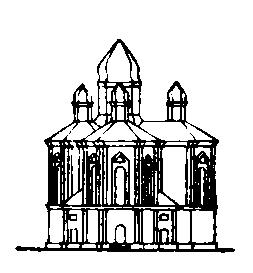
Первоначальный вид собора

В плане крестовый, пятиглавый, с четырьмя низкими помещениями между ветвями креста (по осям 27х23,5 м). Высота интерьера к зениту среднего купола составляет 28 м. Фасады храма оформлены на гранях пилястрами, окна — наличниками с треугольными сандриками и полуколонками. Средний купол расположен на круглом барабане, боковые — на восьмиграннике. Внутреннее подкупольное пространство пяти куполов воспринимается как единое благодаря высоким подпружные аркам среднего купола. Угловые маленькие помещения между рукавами креста перекрыты сомкнутыми купольными сводами на низких восьмеричках, переход к которым осуществляется с помощью плоских парусов. Интерьер поражает светлостью и торжественностью; в нём нет ничего мелкого, ничтожного, ничто не мешает общему обзору. Собор принадлежит к одному из самых ярких произведений архитектуры украинского барокко XVII—XVIII вв.
Главным украшением интерьера был иконостас, от которого сохранилось несколько выдающихся икон; среди них Спас и Богородица, выполненные в широкой монументальной манере, с ярким декоративным колоритом, принадлежат к лучшим образцам украинской живописи XVII в. Распространение гуманистических идей привело к тому, что в искусстве все больше появляется икон, героями которых одновременно выступают божественные и реальные персонажи. В Новгороде-Северском было несколько икон такого типа. Одна из них находится сейчас в Успенском соборе. На ней нарисованы ктиторы и благотворители храма — царь с царицей, гетман Полуботок с женой, полковники и сотники с женами и другие «знатные граждане».

## История

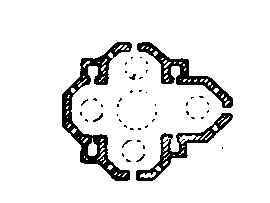
План без приделов

Место, на котором стоит Успенский собор, по преданию издавна было ритуальным. Строительство собора началось в 1671 году под руководством гетмана Демьяна Многогрешного, уроженца соседнего Коропа, избранного в Новгороде-Северском в 1668 году на елекцийной раде «Северским гетманом».
По плану Успенский собор возводился в стиле украинского барокко раннего периода наподобие, например, Екатерининской церкви в Чернигове, только формы в нём масштабнее, центральный круглый барабан удивительно прочный, а пирамидальность очерчена выразительнее. Единство материала и конструкции с такой же последовательностью выступает и в интерьере: даже неровности рядов кирпичной кладки напоминают деревянные бревенчатые стены. Возможно, этот храм в одной из тогдашних казацких столиц должен был символизировать восхождение новой административной звезды. Но в следующем году Многогрешного обвинили в государственной измене, выслали в Сибирь и заключили в Иркутский острог. Но все же строительство храма было продолжено, хотя и с меньшим энтузиазмом. В связи со строительством Санкт-Петербурга царь Пётр I издал указ, которым запрещал каменное строительство по всей стране.

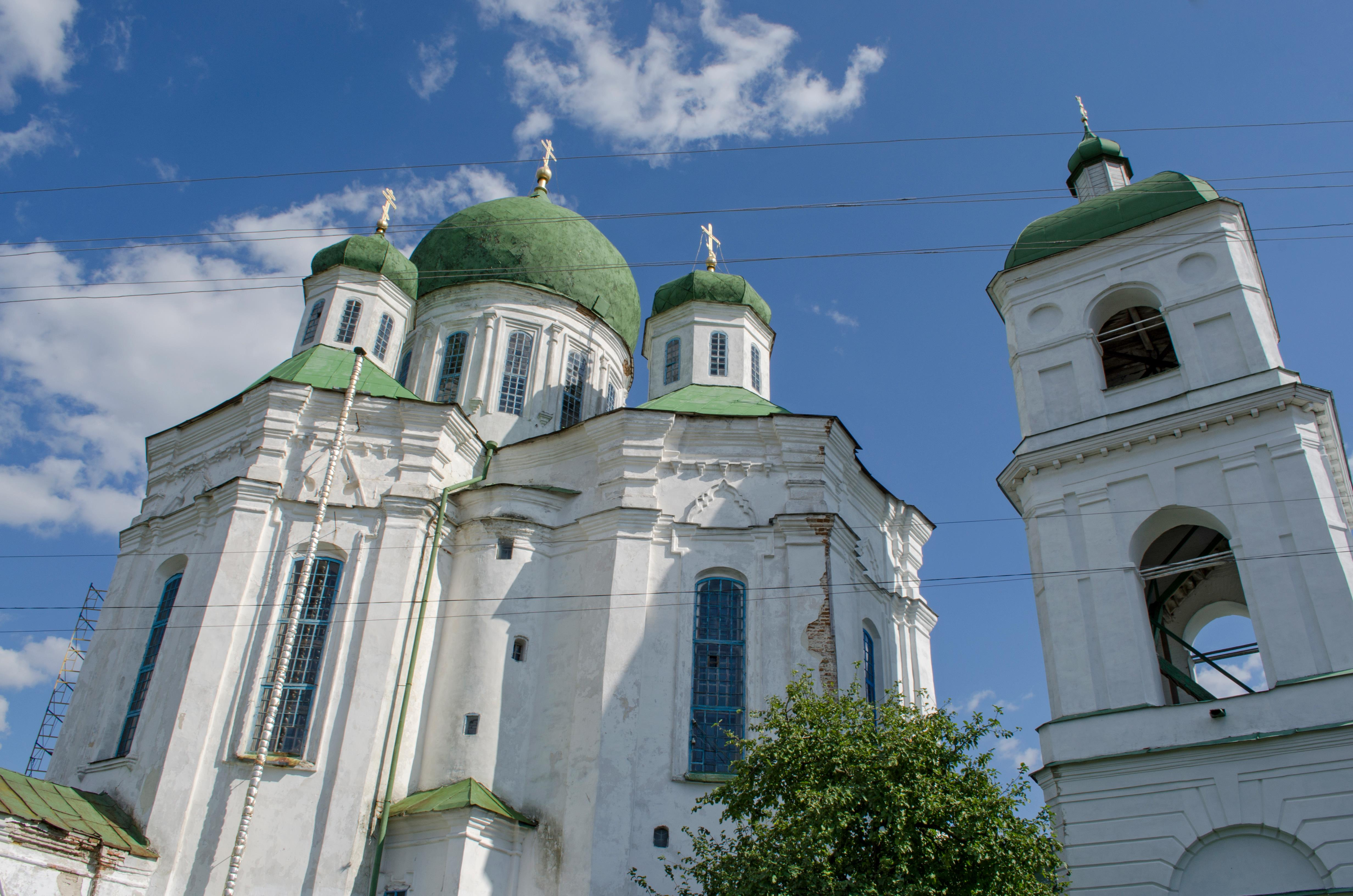
Общий вид

Работы возобновились только в 1721 году, после снятия этого запрета. Храм был освящен после 1721 года во время правления гетмана Даниила Апостола. Строительством руководил архитектор из Киева, имя его неизвестно. Долгое время службы в недостроенном соборе отразилось на состоянии здания. Успенский собор начал понемногу разрушаться, монументальное здание дало трещины в арках, стены также покрылись трещинами. Поэтому в 1767 году пришлось дополнить внутреннее пространство вспомогательными столбами, также надежно подперли высокие арки главного нефа, укрепили восточную стену.
Худшее с храмом произошло в 1820 году, когда вместо замечательных грушевидных барочных куполов появились лукообразные, значительно испортившие живописный силуэт памятника украинского зодчества. Тогда же были пристроены колокольня и крытый переход-притвор к ней. Несмотря на многочисленные перестройки, здание храма сохранило свою основу. которая принадлежит к образцам национального зодчества XVII в., где органично сплелись архитектурно-пластические приемы стилистических систем ренессанса и украинского барокко.
Собор всё время, в том числе и в советский период, был действующим храмом православной церкви.